# 木下亞由美
木下 亞由美（1982年12月13日—)，曾經使用 藤沢あゆ美 作為藝名。是日本一名女演員、配音員和模特兒，最著名演出是日劇《怨屋本舖》系列。目前仍活躍於日本藝能界。前所屬公司為Stardust Promotion藝能事務所（藝員組），現為自由身。
2012年12月13日滿30歲當天，和經營服飾業的男性設計師結婚，現育有2子1女。

## 生平
家中有1位哥哥與2位姐姐。於知多市立新田小学校、知多市立東部中学校、愛知県立熱田高等学校、金城学院大学短期大学部家政學系畢業，於初中和高中時棣屬乒乓球部。在大學畢業前就已經被星探發掘，參加廣告拍攝等活動。有在咖啡店、家庭餐廳、體育俱樂部擔任接待員的經驗。
2004年出演《特搜戰隊刑事連者》中禮紋茉莉花（刑事黃）以及2006年主演《怨屋本舖》的怨屋為她帶來了不少知名度。
2012年12月13日滿30歲當天，她和經營服飾業的男性設計師結婚。現育有2子1女，2014年7月7日長子出生，2017年7月31日次子出生，2019年11月11日長女出生。

## 演出作品

### 電視劇
- 顔泥棒(2000年8月、朝日電視台)
- R-17（日语：R-17）(2001年6月、朝日電視台)飾演 女高中生(1、2、5、6集)
- 長良川巡礼(2001年9月、NHK電視台、土曜特集)飾演 津島可奈子
- 特搜戰隊刑事連者(2004年－2005年、朝日電視台)女主角之一 飾演 刑事黃/禮紋茉莉花
- 怨屋本舖(怨み屋本舗)系列(2006年開始、東京電視台)女主角 飾演 怨屋/新城聖美(本篇第12話、SP2)
  - 怨屋本舖(2006年7月-9月)
  - 怨屋本舖SP(家族の闇 モンスター・ファミリー)(2008年1月6日)
  - 怨屋本舖SP2(マインドコントロールの罠)(2009年1月7日)
  - 怨屋本舖 Reboot(2009年7月3日-9月25日)
- 愛的劇場・去婚禮吧!(愛の劇場 結婚式へ行こう!)(2006年－2007年、 TBS電視台)飾演 北澤真琴
- 美味學院(デリシャスガクイン)(2007年、東京電視台)飾演 三条アゲハ
- 奇蹟之聲(奇跡のドラマスペシャル・ミラクルボイス)(2008年1月3日、TBS電視台)飾演 武内千鶴
- 檢察官-朝日奈耀子(土曜ワイド劇場 検事・朝日奈耀子（日语：検事・朝日奈耀子）シリーズ)系列(2008年開始、朝日電視台)飾演 北野留美
  - 「検事・朝日奈耀子6」(2008年1月12日)
  - 「検事・朝日奈耀子7」(2009年3月7日)
  - 「検事・朝日奈耀子8」(2009年10月31日)
- 來自30萬人的奇蹟-第二次快樂生日(三十万人からの奇跡〜二度目のハッピーバースディ〜)(2008年3月26日、東京電視台)飾演 森本佳織
- 逃亡者-烈火之卷(逃亡者 おりん・烈火の巻)(2008年9月26日、東京電視台)飾演 土井佐奈子
- LOVE GAME（日语：LOVE GAME）第8集(2009年6月11日、讀賣電視台/日本電視台)飾演 新藤阿由葉
- 假面騎士-W(仮面ライダーW) 第21話、22話(2010年2月、朝日電視台)飾演 九条綾/怪人トライセラトップス・ドーパント(配音)
- 娼婦與淑女(娼婦と淑女)(2010年4月 - 7月、東海電視台/富士電視台)飾演 羽賀麗華
- 海賊戰隊豪快者(2011年 第5話、朝日電視台) 飾演 禮紋茉莉花
- 獸電戰隊強龍者(2013年 朝日電視台) 飾演 福井優子
- 王樣戰隊帝王者(2023年 第33話、 朝日電視台) 飾演 福井優子

### 電影
- 特捜戦隊DEKARANGER THE MOVIE フルブラスト・アクション(2004年、東映)女主角之一 飾演  禮紋茉莉花(刑事黃)
- 手塚眞の恐怖劇場The Birthday ～運命の魔人～#7【恐怖のダイエット】(2006年、コンパスTV)飾演 愛美
- Cool Dimension(2006年、「クール・ディメンション」フィルム・パートナーズ)飾演 矢澤美奈
- Master of Thunder 決戦!!封魔龍虎伝(2006年、日活)女主角 飾演 アユミ
- 真木栗之穴（日语：真木栗ノ穴）(2008年10月18日、株式会社ネオ、株式会社ライツマネジメント)女主角之一 飾演 淺香成美
- ナチュラル・ウーマン（日语：ナチュラル・ウーマン）2010年版本
- 假面騎士Fourze THE MOVIE 大家的宇宙來了! (2012年、東映) 飾演  白山靜/ 宇宙鐵人Skydain（聲演）

### DVD影集
- 頭狂23区外 終ワラヌ(2003年、オルスタックピクチャーズ)飾演 黒木繭
- 姫 第一巻〜愛しすぎる女〜(2004年、ジャパンホームビデオ)　第二話「気がきく女」(「愛しすぎる女Ⅱ」と改題)飾演 レイコ
- 幽霊より怖い話Vol.3(2005年、カルチュア・パブリッシャーズ/トルネード・フィルム)第二話「経理女」飾演 柱谷繪里
- 特捜戦隊デカレンジャー VS アバレンジャー(2005年、東映)女主角之一 飾演 禮紋茉莉花(刑事黃)
- 義経と弁慶(2005年、東映)女主角 飾演 静御前
- 哀憑歌系列(2008年、GPミュージアムソフト)
  - 哀憑歌CHI-MANAKO 飾演 飯田マリ
  - 哀憑歌NU-MERI 女主角 飾演 飯田マリ
  - 哀憑歌Gun-Kyu 飾演 飯田マリ

### 綜藝節目
- 近未來預報(近未来予報ツギクル)(2008年4月 - 2009年3月、富士電視台)主持人

### 網路劇
- Aチャン(2006年9月-2007年11月)-日本Yahoo!動畫
- Missing(2009年10月-12月)-日本memorystick.com 官方網頁

### PV
- GReeeeN「遙か」(2009年5月27日、NAYUTAWAVE RECORDS)(電影 ROOKIES：Graduation 主題曲，台灣翻譯為「菜鳥總動員：畢業決戰」)
- 鴉「夢」(2009年8月12日、TOYSFACTORY JP)

### 電視動畫 配音
- 玻璃假面 - 青木麗
- TSUBASA翼 - 電子音
- 遊戲王5D's - 十六夜亞紀

### 電視遊樂器遊戲 配音
- ドラゴンクエストソード 仮面の女王と鏡の塔(假面女王與鏡之塔)(2007年7月12日、スクウェア・エニックス)- セティア
- 遊☆戯☆王ファイブディーズ タッグフォース4(遊戲王5D's 雙重力量4)(2009年9月17日、コナミデジタルエンタテインメント)- 十六夜アキ

### 廣播劇
- 流星倶楽部　第21、22話「走れ!彗星ランナー」(2006年、ABC Radio))飾演 鮎川奈奈
- 青春アドベンチャー「ラジオの前で」(2007年6月18日-29日、NHKFM)飾演 マリコ
- Bitter Sweet Cafe「ブルー・ブルー・ブルー」(2007年7月30日-8月9日、日本放送)飾演 ありか

### 廣告或代言
- JR西日本 廣告
- 嵯峨野不動産 廣告
- JR東日本「駅パラ」 形象代言人
- 牛角Gyu-Kaku 廣告(2004年特搜戰隊播出時間)
- 嵯峨野不動産「エルハウジング」房地產公司 代言人(2005年至今)
- Suzuki Swift汽車 廣告(2008年奇蹟之聲播出時間)

### 紙本寫真集
- れもん色の午後(2004年、彩文館)
- La Dolce(2005年、宝島社)

### DVD寫真集
- Puro(2004年、オルスタックピクチャー)
- 木下あゆ美 コラボレーションBOX(2004年、さくら堂)
- Lettre(2005年、ハピネット・ピクチャー)
- La Dolce(2006年、ビーエムドットスリー

## 外部連結
- 木下亞由美 官方BLOG （页面存档备份，存于）
- 木下亞由美的Instagram帳戶

| 前任： 伊藤愛子 （爆龍戰隊暴連者） | 日本超級戰隊系列黃色戰士演員 特搜戰隊刑事連者 2004年2月15日-2005年2月6日 | 繼任： 松本寬也 （魔法戰隊魔法連者） |

| 前任： 馬場良馬 （特命戰隊Go Busters） | 日本超級戰隊系列藍色戰士演員 獸電戰隊強龍者 同期：金城大和、羅伯特·鮑德溫 2013年2月17日-2014年2月9日 | 繼任： 平牧仁 （烈車戰隊特急者） |